# پارید جیهانی
پارید جیهانی (آلبانیایی: Parid Xhihani؛ زادهٔ ۱۸ ژوئیهٔ ۱۹۸۳) بازیکن فوتبال اهل آلبانی است.
از باشگاه‌هایی که در آن بازی کرده‌است می‌توان به باشگاه فوتبال دینامو تیرانا، باشگاه فوتبال تئوتا، و باشگاه فوتبال زوریا لوهانسک اشاره کرد.
وی همچنین در تیم‌های ملی فوتبال زیر ۲۱ سال آلبانی و آلبانی بازی کرده‌است.